# Zuiderpolder (Noorddijk)
De Zuiderpolder is een voormalig waterschap in de provincie Groningen. De polder heeft nooit een reglement gehad. Op 8 juni 1841 heeft GS wel aan H.J. Bruininga c.s. toestemming verleend de Zuidersche of Maatswatermolen te herbouwen.
De polder was gelegen ten zuiden van de Stadsweg bij Noorddijk. De oostgrens was het de Borgsloot boven de Rollen. De zuidgrens lag 400 m noordelijk van het Damsterdiep. De westgrens werd gevormd door het zuidelijk gedeelte de Dwarsdijk. De wijk Lewenborg neem nu bijna de helft van de oorspronkelijke polder in beslag. De molen van het schap stond aan de Borgsloot.
Waterstaatkundig gezien ligt het gebied sinds 2000 binnen dat van het waterschap Noorderzijlvest.